# 梅洞寺
梅洞寺（ばいどうじ）は、東京都八王子市にある臨済宗南禅寺派の寺院。

## 歴史
1471年（文明3年）、実翁恵真によって開山された。江戸時代は幕府より寺領7石を賜っている。
当寺から約600メートル南南東に「打越弁天堂」がある。これは当寺の境外仏堂である。現在は八王子バイパスで分断されている。弁天堂内の弁才天像は、祭礼時のみ安置され、通常は当寺の本堂に安置されている。
現在、当寺は八王子三十三観音霊場の第33番札所となっているが、かつては近くにあった「光厳寺」が第33番札所であった。この光厳寺は明治初期に廃寺となり、同宗派だった当寺に札所は移された。

## 交通アクセス
- 北野駅より徒歩9分。